# Barde
Barde is een plaats in de Deense regio Midden-Jutland, gemeente Ringkøbing-Skjern, en telt 450 inwoners (2008).